# Alberona
Alberona è un comune italiano di 844 abitanti della provincia di Foggia in Puglia. Noto come "paese dell'acqua" per la presenza di numerose sorgenti naturali che arricchiscono il suo territorio, caratterizzando il paesaggio locale, fa parte dei borghi più belli d'Italia ed è insignito della bandiera arancione da parte del Touring Club Italiano.

## Geografia fisica
Alberona sorge a 732 m s.l.m. tra i monti della Daunia, sulle pendici del monte Stillo al confine con la Campania e in posizione dominante rispetto al Tavoliere delle Puglie. Il territorio comunale, in gran parte boschivo, è solcato da due torrenti: la Salsola a nord, il Vulgano a sud, nonché dai torrenti Marano e Casanova e da ruscelli come il Canale dei Tigli.
Il clima è submediterraneo con estati alquanto miti  ed inverni umidi e sovente nevosi.

## Storia
Le origini di Alberona si fanno risalire intorno all'anno 1000; nel 1220, quando Federico II conquistò la Puglia alleandosi con i Saraceni, creò a Lucera una roccaforte di musulmani e concesse a questi ultimi ampi diritti di legnatico nei boschi del territorio di Alberona. Nel 1239, con la confisca dei beni degli ordini cavallereschi operata da Federico II in lotta con il papato, fu avocato il controllo di Alberona sino ad allora esercitato dai Cavalieri templari. Alla morte di Federico II, re Manfredi di Sicilia donò Alberona ad Amelio de Molisio durante una permanenza a Barletta.
Durante la dominazione angioina, nel 1297, Carlo II di Napoli con una lettera ordinò al Capitano di Lucera di far riconoscere il possesso dei Templari su Alberona. Nel 1312, con la soppressione dell'ordine dei cavalieri templari, il feudo di Alberona fu affidato all'ordine cavalleresco dei Cavalieri Ospitalieri, con sede a Barletta, che lo avrebbe controllato fino alla soppressione dei diritti feudali (1806). Alberona si trovò quindi coinvolta in tutte le lotte sanguinose che avvennero nel Regno di Napoli fino al 1418.
Sotto il regno di Alfonso V d'Aragona (1442-1458), furono distrutte molte fortificazioni del Subappennino dauno, e tra queste Alberona, per snidare i rivoltosi che si opponevano alle sue riforme.
Nei secoli XVI e XVII Alberona fu funestata da gravi disagi e calamità a cui si aggiunse l'esosità del fisco del Regno di Napoli, impegnato nelle guerre contro la Francia e i pirati dell'Adriatico. Negli anni successivi, ci furono frequenti conflitti tra gli ordini religiosi cavallereschi e il potere clericale.
La peste del 1656 causò 384 morti tra il 9 agosto e il 10 novembre; i cadaveri furono sepolti nelle fosse funerarie delle 4 chiese esistenti all'epoca e nel suolo antistante la chiesa parrocchiale.
Nel 1808 ebbe termine la lunga e benefica presenza dei Cavalieri di Malta ad Alberona. Con la fine del regno murattiano di Napoli, il brigantaggio dilagante provocò ad Alberona 66 vittime.  Dopo la proclamazione del Regno d'Italia la questione ecclesiastica si risolse con il passaggio di Alberona dalla diocesi di Volturara a quella di Lucera.
A partire dalla fine del XIX secolo e per tutto il Novecento Alberona è stata interessata dal  fenomeno migratorio tipico dei  piccoli comuni  in quel periodo storico tanto verso le grandi metropoli delle Americhe (Stati Uniti, Brasile e Venezuela) e Australia quanto verso l'Italia settentrionale e i comuni del Tavoliere e Napoli. Dagli inizi del nuovo millennio il fenomeno migratorio si è in gran parte concluso stabilizzando la popolazione tra 900 e 1 000 residenti.

## Monumenti e luoghi d'interesse
L'abitato è costituito prevalentemente da caratteristiche case in sassi, pietra bianca o in muratura. Il principale monumento del borgo è la Torre del Priore, appartenuta prima ai Cavalieri templari e divenuta nel XIV secolo residenza del Gran Priore dell'Ordine dei Cavalieri di Malta di Barletta, quando si trasferiva nel suo feudo di Alberona. Nel 2002 è stata donata a Italia Nostra che ne ha fatto la propria sede.
Gli altri monumenti includono la chiesa di San Rocco (XVI secolo), la chiesa madre di fondazione più antica, la chiesa di San Giuseppe (XVII secolo), il Museum Antiquarium, l'arco dei Mille, le caratteristiche stradine e i vicoli del centro storico.
Nel territorio comunale è possibile compiere escursioni lungo i sentieri che tagliano il bosco del Subappennino e raggiungono il canale dei Tigli, il parco eolico in direzione di Volturino, il Crocione in direzione di Roseto Valfortore.

## Società

### Evoluzione demografica
Abitanti censiti

### Lingue e dialetti
Accanto alla lingua italiana, ad Alberona si parla una varietà del dialetto dauno-appenninico.

## Cultura
L'Associazione Turistica Pro Loco di Alberona, col patrocinio dell'Amministrazione comunale a partire dal 1986 ha istituito il Premio Nazionale di Poesia "Giacomo Strizzi", intitolato al poeta dialettale alberonese. Tale premio è preceduto da un Concorso di poesia, aperto a tutti i poeti dialettali e di lingua italiana.

### Cucina
Alcuni piatti tipici sono: acqua sala, cavatelli al sugo di cinghiale, coteca con fagioli, cinghiale, torcinelli, salsiccia, soppressata, pettole, cartellate.
Funghi, tartufo, asparagi, olive, origano sono ingredienti molto utilizzati.

### Eventi
- Festa patronale di san Giovanni Battista 29-30 agosto, con concerto di chiusura.
- Presepe vivente.

## Economia
Stabile, basata su agricoltura, allevamento, commercio, industria, servizi, turismo, energia.
Nel territorio comunale è sito un grande parco eolico.
Il Touring Club Italiano gli ha riconosciuto la Bandiera arancione nel 2002 e dal 2005 fa parte del circuito dei "I borghi più belli d'Italia".

## Infrastrutture e trasporti
Il comune sorge su un'altura distante pochi chilometri dalla strada statale 17 ed è collegato con Lucera mediante una strada provinciale.
Altre strade provinciali connettono Alberona con Volturino (a nord) e Roseto Valfortore (a sud).
Ferrovie del Gargano effettua collegamenti quotidiani con fermata al centro del paese.

## Amministrazione
Di seguito è presentata una tabella relativa alle ultime sette amministrazioni che si sono succedute in questo comune.
| Periodo        | Periodo        | Primo cittadino       | Partito                          | Carica  | Note  |
| -------------- | -------------- | --------------------- | -------------------------------- | ------- | ----- |
| 23 giugno 1988 | 7 giugno 1993  | Leonardo Panzano      | Democrazia Cristiana             | Sindaco | [ 8 ] |
| 7 giugno 1993  | 28 aprile 1997 | Alessandro Onorato    | Democrazia Cristiana             | Sindaco | [ 8 ] |
| 28 aprile 1997 | 14 maggio 2001 | Alessandro Onorato    | Partito Popolare Italiano        | Sindaco | [ 8 ] |
| 14 maggio 2001 | 30 maggio 2006 | Arturo Petti          | centro-destra                    | Sindaco | [ 8 ] |
| 30 maggio 2006 | 16 maggio 2011 | Giambattista Forgione | Casa delle Libertà               | Sindaco | [ 8 ] |
| 31 maggio 2011 | 14 giugno 2016 | Tonino Fucci          | lista civica Vivi Alberona       | Sindaco | [ 8 ] |
| 5 giugno 2016  | 4 ottobre 2021 | Leonardo De Matthaeis | lista civica Alberona a 5 stelle | Sindaco | [ 8 ] |
| 4 ottobre 2021 | In carica      | Leonardo De Matthaeis | lista civica Alberona ti amo     | Sindaco | [ 8 ] |

## Sport

### Calcio
La squadra di calcio della città è S.S.D. Alberona Calcio che ha disputato campionati dilettantistici regionali.

### Orientamento
Il centro storico del paese costituisce un campo di gioco per la specialità sportiva dell'orientamento, e vi si svolgono gare di ogni livello.